# Alouette de Williams
Mirafra williamsi
Espèce
Statut de conservation UICN

 LC  : Préoccupation mineure
L'Alouette de Williams (Mirafra williamsi) est une espèce d'oiseaux de la famille des Alaudidae.
Son nom est attribué à l'ornithologue gallois John George Lyal Williams (en) (1913-1997).

## Répartition
Cet oiseau est endémique du désert de Dida Gargalu (Nord du Kenya).